# Ligne 83 du tramway de Bruxelles (2000-2007)
Pour les articles homonymes, voir Ligne 83.
Ne doit pas être confondu avec Ligne 83 du tramway de Bruxelles (1914-1963) ou Ligne 33 du tramway de Bruxelles (2008-2011).
La ligne 83 est une ancienne ligne du tramway de Bruxelles qui reliait la gare de Berchem-Sainte-Agathe et la gare de Bruxelles-Midi entre 2000 et 2007.

## Histoire

### Création
Le 1er septembre 1999, la ligne de tramway 82 est déviée entre les gares de Bruxelles-Midi et Bruxelles-Ouest par le boulevard du Midi et la chaussée de Ninove, l'ancien tracé par la place Bara, l'avenue Clemenceau et les rues Ropsy Chaudron, Léon Delacroix et Nicolas Doyen reste desservi par quelques services partiels. En mars 2000, une nouvelle ligne est mise en service sous l'indice 83 entre les gares Bruxelles-Midi et Berchem-Sainte-Agathe en reprenant la desserte des services partiels de la ligne 82 par la place Bara, l'avenue Clemenceau et les rues Ropsy Chaudron, Léon Delacroix et Nicolas Doyen et depuis la gare de Bruxelles-Ouest l'itinéraire de la ligne 82 vers la gare de Berchem-Sainte-Agathe, avec une fréquence de trois à quatre trams par heure,. En journée les services sont cependant pratiquement tous limités sous l'indice 83/ à Molenbeek-Saint-Jean Mennekens et hormis quelques services la ligne ne dessert Berchem-Sainte-Agathe qu'au matin et soir.

### Suppression
La ligne est supprimée le 1er juillet 2007 entrainant la fermeture à tout-trafic de la section entre la place Bara à Anderlecht et le dépôt Jacques Brel à Molenbeek-Saint-Jean. Le service entre Anderlecht Delacroix et Bruxelles-Ouest est repris par un prolongement de la ligne d'autobus 85 tandis que le reste de la section depuis Delacroix vers la gare du Midi n'est plus desservi en surface mais le reste en souterrain par la ligne de métro 2 (prolongée en 1983 de Bruxelles-Midi à Anderlecht Clemenceau et en 2006 de Clemenceau à Delacroix).

### Vestiges
Sur la section fermée à tout-trafic, les lignes aériennes ont été démontées et une partie des voies à l'exception de la section entre la place Bara et le carrefour entre l'avenue Clemenceau et la chaussée de Mons.

## Matériel roulant
- Automotrices PCC 7000/7100 ;
- Automotrices PCC 7700/7800.

## Exploitation

### Tracé
La ligne partait de Berchem Station, desservant Berchem-Shopping. Les trams de la ligne traversaient la place du Docteur Schweitzer, le cimetière de Molenbeek-Saint-Jean, et empruntaient la chaussée de Gand pour desservir Karreveld puis bifurquaient vers le sud afin de traverser la place Jef Mennekens, où se trouvait une boucle de retournement utilisée par la ligne 83 (2000-2007) et certains 82. Ils prenaient l'avenue Brigade Piron, Joseph Baeck et desservaient la Gare de l'Ouest. Elle bifurquait le long du dépôt des bus et métros de la Gare de l'Ouest, prenant la rue Nicolas Doyen, puis était en ligne droite jusqu'à la place Bara, empruntant Léon Delacroix, avec un pont sur le canal Charleroi-Bruxelles ; passant directement devant les abattoirs d'Anderlecht et desservant l'arrêt de métro Clémenceau, alors station terminus. Tous les rails de cette section sont désormais désaffectés. Elle rejoignait la ligne 56 (future 81) à la place Bara et atteignait la gare du Midi (station extérieure de la rue Couverte) et utilisait une boucle de retournement à ciel ouvert.

### Films de destination
La ligne utilisait une signalétique jaune (fiches horaires et films directionnels).

### Tarification et financement
La tarification de la ligne est identique à celles des autres lignes de tramway exploitées par la STIB ainsi que les réseaux urbains bruxellois TEC, De Lijn, SNCB et accessible avec les mêmes abonnements sauf sur le tronçon NATO-Brussels Airport des lignes 12 et 21. Un ticket peut permettre par exemple 1, 5 ou 10 voyages avec possibilité de correspondance.
Le financement du fonctionnement de la ligne, entretien, matériel et charges de personnel, est assuré par la STIB.